# Tada

Herb Tada I

Tada I (Tadden, Taden, Thadden, Thaden) – kaszubski herb szlachecki, według Przemysława Pragerta błędnie zaliczany do odmian herbu Leliwa.

## Opis herbu
Opis z wykorzystaniem zasad blazonowania, zaproponowanych przez Alfreda Znamierowskiego:
W polu błękitnym dwa półksiężyce z twarzami na opak, srebrne, pod nimi gwiazda złota. Klejnot: nad hełmem bez korony trzy strzały srebrne w wachlarz, pomiędzy nimi po gwieździe złotej. Labry błękitne, podbite srebrem.

## Najwcześniejsze wzmianki
Najwcześniej herb pojawił się na mapie Pomorza Lubinusa z 1618 (jako Tadden), następnie u Ledebura (Adelslexikon der preussichen Monarchie von...), w Nowym Siebmacherze (jako Thadden I), u Żernickiego (Der polnische Adel, Die polnsichen Stamwappen) i Bagmihla (Pommersches Wappenbuch).

## Rodzina Tadów
Herb Tada I używany był przez linie Tadów z Jęczewa i Tadzina. Być może jest to pierwotny herb wszystkich linii Tadów. Inne linie Tadów posługiwały się herbami Tada II i Tada III, których jedynymi elementami wspólnymi z herbem Tada I są klejnoty.

## Herbowni
Tada (Tadda, Tadde, Tadden, Tade, Taden, Tadka, Tadziński, Thada, Thadda, Thadde, Thadden, Thade) także z nazwiskiem odmiejscowym Rybiński.